# テティ・テラ
テティ・テラ（Teti Tela、1991年3月7日 - ）は、スーパーラグビー・パシフィックフィジアン・ドゥルアに所属するラグビー選手。

## プロフィール
- フィジー・レブカ出身[1]。
- ポジションはスタンドオフ(SO)、センター(CTB)。
- 身長 176cm、体重 90kg
- U20フィジー代表に選ばれたことがある[2]。
- フィジー代表キャップは5（2024年3月現在）でラグビーワールドカップ2023のフィジー代表に選ばれた[3]。

## 略歴
クイーンズランドカントリー、ゲチョアルテア、レッズ、ブリスベンシティー、フィジアン・ラトゥイを経て、2021年、フィジアン・ドゥルアに加入。